# Буриданів віслюк

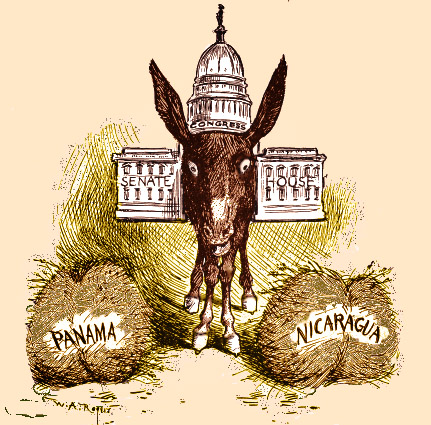
Карикатура початку 20 століття, де США зображена як буриданів віслюк, що обирає між Панамою та Нікарагуа як місцем для майбутнього каналу

Буриданів віслюк — вислів, що характеризує людину, яка перебуває у крайній нерішучості та не знає, яке ухвалити рішення.
Ще грецький філософ Аристотель висловив думку, що людина, зіткнувшись з проблемою вибору між рівноцінними речами або подіями, довго вагається і не знає, чому віддати перевагу. Пізніше французький філософ Жан Буридан розвинув цю теорію і для наочності навів приклад віслюка, який, перебуваючи на рівній відстані між двома однаковими оберемками сіна, наражається на небезпеку померти з голоду, бо через свою нерішучість не може віддати перевагу одному із них.
Так, простоявши на одному місці й ані на крок не зсунувшись у той або інший бік, віслюк одержав «заслужену нагороду» — голодну смерть.